# Bertrand d’Ogeron
Fill de Bertrand Ogeron, comerciant i hisendat, i Jeanne Blouin. El 1641 va obtenir el grau de capità al regiment de Marina durant la guerra de Catalunya (1646-1649). A la mort del seu pare en 1653 va succeir el títol de "Senyor de la bouère". En 1656 es va unir a la companyia fundada per colonitzar riu Onantinigo. A l'arribar a Martinica renúncia com a resultat dels informes desfavorables.